# Proteus (система автоматизированного проектирования)
Proteus Design Suite — пакет программ для автоматизированного проектирования (САПР) электронных схем. Разработка компании Labcenter Electronics (Великобритания).

## Описание
Пакет представляет собой систему моделирования, базирующуюся на основе моделей электронных компонентов, принятых в PSpice. Отличительной чертой пакета PROTEUS
VSM является возможность моделирования работы программируемых устройств: микроконтроллеров, микропроцессоров, DSP и проч. Причем в Proteus полностью реализована концепция сквозного проектирования, когда например инженер меняет что-то в логике работы схемотехники и программный пакет тут же «подхватывает» данные изменения в системе трассировки. Библиотека компонентов содержит справочные данные. Дополнительно в пакет PROTEUS VSM входит система проектирования печатных плат.
Пакет Proteus состоит из двух частей, двух подпрограмм: ISIS — программа синтеза и моделирования непосредственно электронных схем и ARES — программа разработки печатных плат. Вместе с программой устанавливается набор демонстрационных проектов для ознакомления.
Также в состав восьмой версии входит среда разработки VSM Studio, позволяющая быстро написать программу для микроконтроллера, используемого в проекте, и скомпилировать.
Пакет является коммерческим. Бесплатная ознакомительная версия характеризуется полной функциональностью, но не имеет возможности сохранения файлов.
Примечательной особенностью является то, что в ARES можно увидеть 3D-модель печатной платы, что позволяет разработчику оценить своё устройство ещё на стадии разработки.
Cистема поддерживает подключение новых элементов (SPICE) и подключение разных компиляторов (PICOLO, ARM-подобные, AVR и далее).